# PTSD (песня)
«PTSD» — песня американского рэпера G Herbo при участии Chance the Rapper, Juice WRLD и Lil Uzi Vert с одноимённого третьего студийного альбома.

## Чарты
| Чарт (2020)                           | Высшая позиция |
| ------------------------------------- | -------------- |
| Канада (Billboard Canadian Hot 100)   | 69             |
| Новая Зеландия (RMNZ)                 | 22             |
| США (Billboard Hot 100)               | 38             |
| США (Billboard Hot R&B/Hip-Hop Songs) | 19             |

## Сертификации
| Регион     | Сертификация | Продажи |
| ---------- | ------------ | ------- |
| США (RIAA) | золотой      | 500 000 |